# Mała Diwycia
Mała Diwycia (ukr. Мала Дівиця) – osiedle typu miejskiego na Ukrainie, w obwodzie czernihowskim, w rejonie pryłuckim. W 2001 liczyło 2370 mieszkańców, spośród których 2328 wskazało jako ojczysty język ukraiński, 35 rosyjski, 4 białoruski, 2 ormiański, a 1 inny.